# Mort d’un berger
Pour plus de détails, voir Fiche technique et Distribution.
Mort d'un berger est un téléfilm franco-belge réalisé en 2023 par Christian Bonnet sur un scénario de Catherine Ramberg, et diffusé pour la première fois en Belgique le 7 janvier 2024 sur La Une et en France le 23 janvier 2024 sur France 3.
Cette fiction, adaptée du roman du même titre de Franz-Olivier Giesbert paru aux éditions Gallimard en 2002, est une coproduction de 13 Prods, Superwoman Production, France Télévisions, Auvergne-Rhône-Alpes Cinéma, Take Five et la RTBF (télévision belge), réalisée avec la participation de la Radio télévision suisse (RTS), de TV5 Monde et de la région Auvergne-Rhône-Alpes,,.

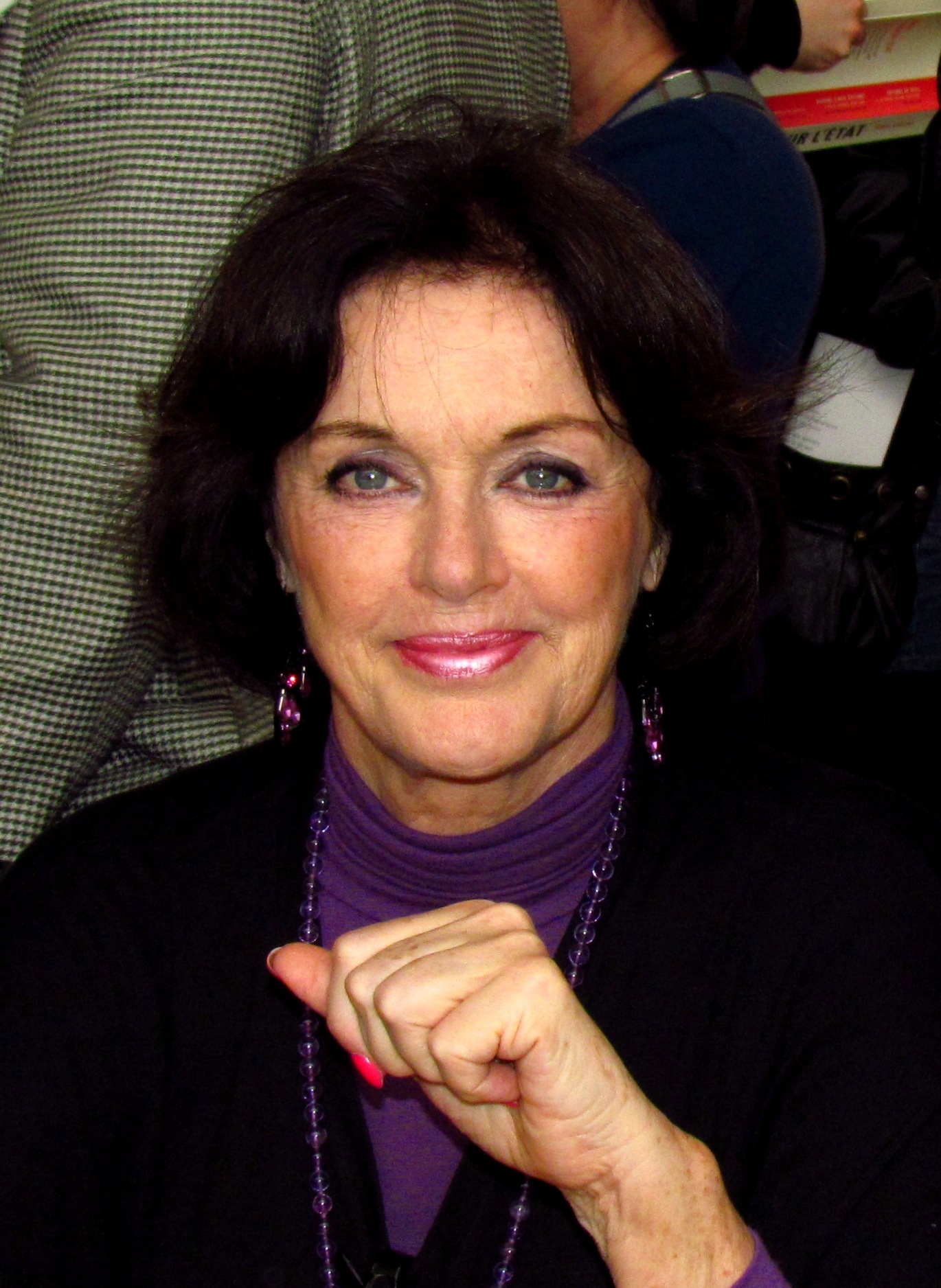
Anny Duperey.

## Synopsis
À Lyon, Nadine Bénichou se suicide en se jetant dans la Saône. Peu de temps après, dans la région du lac de Guéry en Auvergne, Patrick Dalmas, un berger qui était sur le point de se marier, reçoit une lettre qui le déstabilise profondément et dont il refuse de partager la teneur avec sa fiancée. Quelques jours plus tard, Patrick est retrouvé mort en montagne, avec une profonde trace de morsure à la gorge. La gendarmerie et les habitants du village pensent à une attaque de loup.

## Fiche technique
- Titre français : Mort d'un berger
- Réalisation : Christian Bonnet[1],[2],[4]
- Scénario : Catherine Ramberg[1],[2],[4] d'après le roman éponyme de Franz Olivier Giesbert
- Musique : Léo Vincent
- Décors : Caroline Bourlier
- Costumes : Chantal Castelli
- Photographie : Yves Dahan
- Son : Jérôme Gardon
- Montage : François Tourtet
- Production : Cyrille Perez, Claire Feinstein, Chloé Grunwald[2]
- Sociétés de production : 13 Prods, Superwoman Production, France Télévisions, Auvergne-Rhône-Alpes Cinéma, Take Five et la RTBF[1],[2],[5],[3]
- Pays de production :  France /  Belgique
- Langue originale : français
- Format : couleur
- Genre : Drame, Policier[6]
- Durée : 90 minutes[1],[6],[5],[7]
- Dates de première diffusion :
  - Belgique : 7 janvier 2024 sur La Une[8],[9]
  - France : 23 janvier 2024 sur France 3

## Distribution
- Anny Duperey : Marceline Dalmas
- Pascal Gimenez : Patrick Dalmas
- Esther Gaumont : Christelle, la future épouse de Patrick Dalmas
- Hélène Péquin : Nadine Bénichou
- Daphné Girard : Juliette Bénichou, la fille de Nadine
- Guillaume Arnault : Axel Alexeievitch, le jeune berger muet
- Édouard Montoute : capitaine Pascal Durinteau
- Hélie-Rose Dalmay : adjudante Mélanie Rosier
- Sören Prévost : conseiller départemental Jean-Guillaume Fuchs
- Nadia Fossier : Marion Fuchs
- Olivier Saladin : Cédric Marchal
- Martine Gautier : Nicole Marchal
- Clémentine Soubeyre : Noémie (8 ans), la fille de Christelle
- Capucine Palluy : Noémie (16 ans)

## Production

### Genèse et développement
Le scénario, adapté du roman Mort d'un berger de Franz-Olivier Giesbert, est de la main de Catherine Ramberg et la réalisation est assurée par Christian Bonnet,,,,.
La production est assurée par Cyrille Perez et Claire Feinstein pour 13 Prods et par Chloé Grunwald pour Superwoman Production.

### Tournage
Le tournage se déroule du 5 juillet au 3 août 2023 dans le massif du Sancy en Auvergne, à Lyon et ses environs,,,,.
Des scènes sont tournées à la ferme des Humberts à Ancy, une ferme de forme carrée dont le décor typique et le cachet ancien resté intact ont séduit la production qui avait chargé un repéreur de trouver plusieurs décors dans la région lyonnaise.

## Accueil

### Diffusions et audience
En Belgique, le téléfilm, diffusé le 7 janvier 2024 sur La Une, est regardé par 269 337 téléspectateurs et se classe deuxième en termes d'audience.
En France, diffusé le 23 janvier 2024 sur France 3, il est regardé par 5 160 000 téléspectateurs et se classe premier en termes d'audience.

### Accueil critique
Pour Clara Hoyos Mora-Cuevas de la RTBF, Mort d'un berger est un thriller émouvant et captivant : « À travers des paysages époustouflants, un scénario solidement construit et un casting efficace, ce polar promet une enquête palpitante mêlant suspense et émotion. Un cocktail d'éléments qui parviendra certainement à transporter les amateurs de thrillers dramatiques ».